# Olaf Hollenkamp
Olaf Hollenkamp (* 5. März 1975) ist ein ehemaliger deutscher Basketballspieler.

## Laufbahn
Hollenkamp entstammt der Nachwuchsabteilung des USC Freiburg. 1997 stieg er mit der USC-Herrenmannschaft an der Seite von Pascal Roller und Robert Maras in die Basketball-Bundesliga auf. In der Saison 1998/99 ereilte den zwei Meter großen Flügel- und Innenspieler mit den Freiburgern der Bundesliga-Abstieg. Hollenkamp wechselte allerdings während dieses Spieljahres von Freiburg zum Zweitligisten USC Heidelberg. Am Saisonende 1998/99 verließ er die Heidelberger wieder.